# 24 Uurs Zeilrace
Das 24 Uurs Zeilrace (deutsch 24-Stunden-Segelregatta) ist eine Segelregatta, die jedes Jahr gegen Ende August auf dem IJsselmeer, dem Markermeer, dem niederländischen Wattenmeer und der Nordsee stattfindet.
Teilnehmen können seegehende Yachten und Mehrrumpfboote ebenso wie traditionelle Rund- und Plattbodenschiffe. Mehr als 700 Schiffe dieser Art sind jedes Jahr gemeldet. Damit ist es in dieser Kategorie die größte Segelregatta der Niederlande und sogar eine der größten in Europa.

## Organisation und Geschichte
Das 24 Uurs Zeilrace wird von der Nederlandsche Vereeniging van Kustzeilers (NVvK) organisiert. 1950 wurde die Regatta erstmals ausgetragen, zwischen 22 Yachten. Seit 2006 wird das Rennen nach dem Titelsponsor 'Delta Lloyd 24 Uurs Zeilrace' genannt.

## Ziel und Ablauf der Regatta
In 24 Stunden muss möglichst weit gesegelt werden. Gestartet wird an verschiedenen Stellen im gesamten Austragungsgebiet. Alle Schiffe, die die Regatta regelgerecht beenden wollen, müssen die Ziellinie bei Medemblik zwischen 23 und 25 Stunden nach dem Start überqueren. Die Schiffe segeln auf Kursen, die vom Reglement vorgegeben werden. Die Kurse verlaufen zwischen verschiedenen Seezeichen und dürfen jeweils nur zweimal befahren werden.
Entscheidend bei dieser Regatta ist die richtige Strategie. Aus der Vielzahl der verschiedenen Kurse müssen die Crews diejenigen auswählen, die unter Berücksichtigung der äußeren Einflüsse (Wind, Strömung, Tide) die besten Ergebnisse versprechen, und am Ende das Zeitfenster zur Überquerung der Ziellinie optimal einhalten.

## Teilnehmende Schiffsklassen
Die teilnehmenden Schiffe segeln in den Klassen IRC, ORC1–ORC5, Rund- und Plattbodenschiffe, Mehrrumpfboote, VKSJ und in der „Tocht“ (deutsch Törn). In der „Tocht“ segeln Schiffe, die nicht zu einer der vorgenannten Klassen gehören oder z. B. keinen Messbrief besitzen.